# E. M. Sankaran Namboodiripad

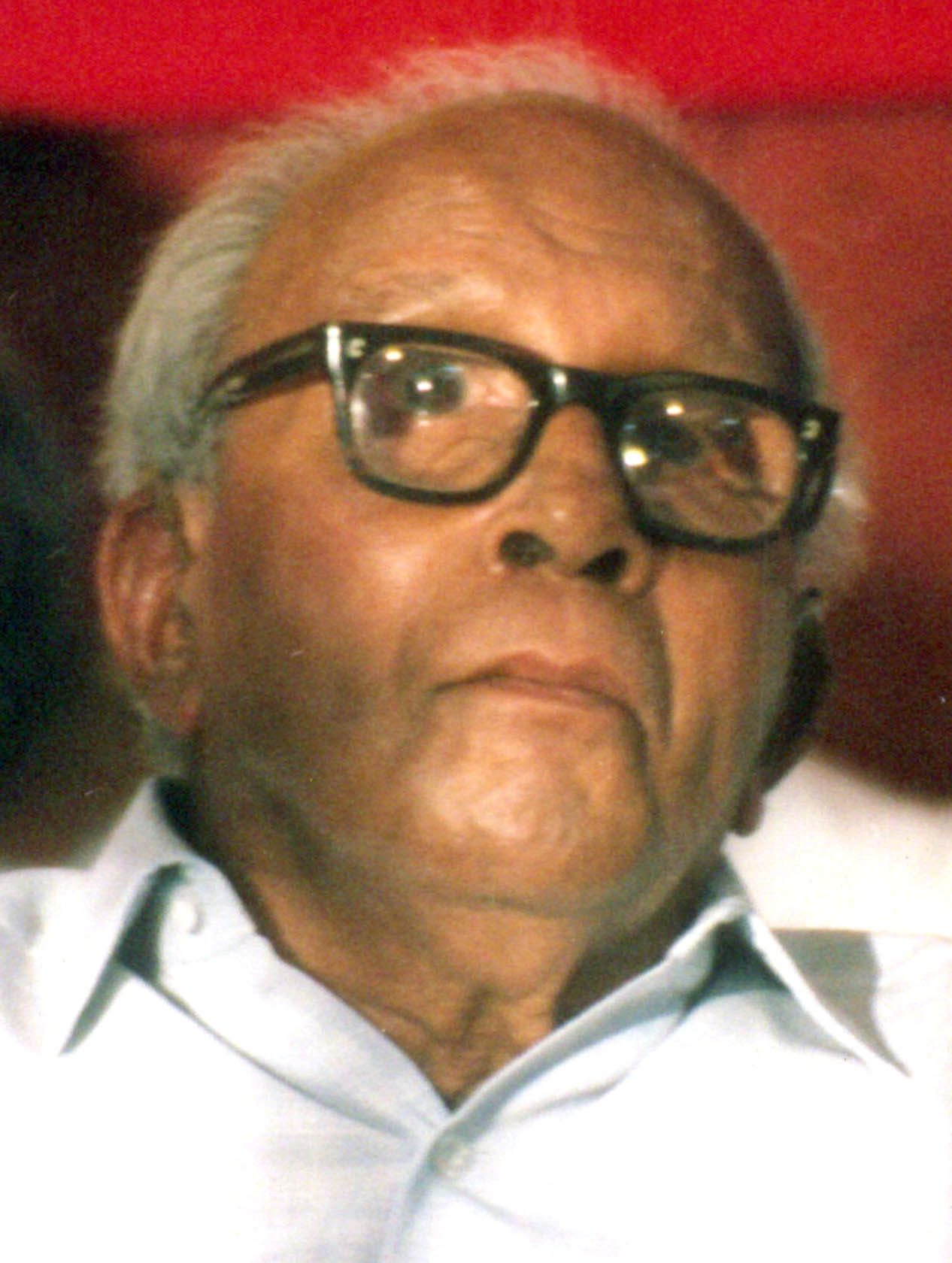
E. M. Sankaran Namboodiripad

E. M. Sankaran Namboodiripad (Elamkulam Manakkal Sankaran Namboodiripad, häufig E. M. S. Namboodiripad; Malayalam ഇ.എം.എസ്‌. നമ്പൂതിരിപ്പാട്‌, [[International Alphabet of Sanskrit Transliteration|]]; * 13. Juni 1909 in Elamkulam, Kerala; † 19. März 1998 in Thiruvananthapuram) war 1957–1959 und 1967–1969 Chief Minister des indischen Bundesstaates Kerala. Namboodiripad war Sozialist, Vorsitzender der Communist Party of India (Marxist) CPI(M) und galt als marxistischer Vordenker.

## Kurzbiografie
E.M.S. Namboodiripad wurde als Sohn von Parameswaran Namboodiripad, in Elamkulam, im damaligen Tehsil Perinthalmanna, dem heutigen Distrikt Malappuram in Kerala geboren. Sein Vater starb, als er noch ein kleines Kind war. Während seiner ersten Schuljahre zeigte er ein tiefgehendes Interesse an Sanskrit und studierte die vedischen Schriften, ermutigt von seinen Eltern. Namboodiripad war ein sehr einfühlsames Kind und schon früh an politischen und sozialen Anliegen interessiert – Bereits im Alter von 12 Jahren hat er die all India political conference des Indischen Nationalkongresses in Thrissur mitverfolgt. Namboodiripad besuchte die Victoria High School und das Victoria College in Palakkad und das St Thomas College in Thrissur.
Namboodiripad galt als ein bescheidener Mann, in seinem Auftreten und in seinem Wesen. Fast immer hat einen weißen Dhoti mit weißer Kurta getragen, mit tiefem Respekt für die Anliegen seiner Mitbürger. Verheiratet war E.M.S. Namboodiripad mit Arya Antarjanam; sie hatten zwei Töchter, Malati Damodaran und Radha Guptan, sowie zwei Söhne, E.M. Sreedharan und E.M. Sasi.
Am Nachmittag des 19. März 1998, im Alter von 89 Jahren, starb E.M.S. Namboodiripad im Cosmopolitan Hospital, Thiruvananthapuram, Kerala, an bilateral pneumonia and secondary cardiac failure (Lungenentzündung und Herzinsuffizienz): «Master theoretician. Renowned Communist. A revolutionary in percept, but a Gandhian in practice. Elamkulam Manakkal Sankaran Namboodiripad – or EMS, as he is famous – was all that.»
Als sein Tod bekannt wurde, unterbrach das Parlament von Kerala, das zu dieser Zeit eine kommunistisch-linkssozialistische Mehrheit aufwies, seine Debatten und verordnete eine siebentägige Staatstrauer. Seiner Beisetzung in Thiruvananthapuram wohnten nebst Parteibasis und Kader der CPI(M) zahlreiche offiziell geladene Gäste bei, unter großer Anteilnahme der Bevölkerung.

## Politische Tätigkeit

### Frühes politisches Engagement
Bereits als jugendlicher Erwachsener engagierte sich E.M.S. Namboodiripad mit V. T. Bhattathiripad, M. R. Bhattathiripad und anderen im Kampf gegen das in seiner Heimat tief verwurzelte Kastensystem und den vorherrschenden Konservatismus. Namboodiripad wurde Geschäftsträger der Valluvanadu Yogaskshema Sabha Bewegung, einer progressiven Jugendorganisation in Namboothiri. Während seiner College-Zeit war er Aktivist im Indischen Nationalkongress und in der Indischen Unabhängigkeitsbewegung.
Als junger Student wurde E.M.S. stark von den Reden, Ideen und Schriften von Gopal Krishna Gokhale, Mohandas Karamchand Gandhi und Bal Gangadhar Tilak beeinflusst. Gandhis Kampagne der Nichtkooperation in den frühen 1920er Jahren beeindruckte ihn ungemein, und für seine Mitwirkung wurde er verhaftet und zu drei Jahren Haft verurteilt. Als Gandhi die Satyagraha genannten Aktionen 1933 vorerst einstellte, wurde auch Namboodiripad aus dem Gefängnis entlassen. Während seiner Inhaftierung im Zentralgefängnis in Kannur machte er die Bekanntschaft von Kamalnath Tiwari (Lahore conspiracy case), Sengupta Chakravarty und Acharya (Anshilan group) aus Westbengalen: Sie inspirierten ihn zur Gründung einer sozialistischen Partei, welche die Ideale seiner Vorbilder umsetzen sollte.

### CSP und CPI sowie CPI(M)
Im Jahr 1934 gründete Namboodiripad die Congress Socialist Party (CSP), eines sozialistischen Flügels innerhalb der Kongresspartei. Von 1934 bis 1940 wurde EMS zum Generalsekretär der CSP Indien und 1937 in Chennai (Madras) in die Gesetzgebende Versammlung gewählt. Seinen sozialistischen Idealen blieb er treu, und sein Mitgefühl für die unterprivilegierte Arbeiterklasse im Indien des Britischen Empires führte zur Unterstützung der kommunistischen Bewegung. 1940 wurde aus der CSP die Communist Party of India (CPI) von Kerala. Drei Jahre später wählten die Delegierten Namboodiripad in das Zentralkomitee, deren Politbüro er bis zur Parteispaltung im Jahr 1964 angehörte.
Nach Ausbruch des Indisch–Chinesischen Grenzkriegs (1962) spaltete sich die CPI in zwei Lager. Während ein Flügel sich auf die Seite Pekings stellte, verurteilte die Mutterpartei den Angriff und bezog damit gleichzeitig im sino–sowjetischen Gegensatz auf Seiten Moskaus Stellung. Als Folge dieser Konflikte trennte sich der pro–chinesische Flügel 1964 von der Mutterpartei und konstituierte sich als Communist Party of India (Marxist) CPI(M). Namboodiripad unterstützte den Kurs der CPI(M). Bevor er von 1974 bis 1992 zum Generalsekretär ernannt wurde, gehörte er dem Zentralkomitee und den Politbüro an. Namboodiripad blieb bis zu seinem Tod Mitglied des Politbüros.

### Chief Minister von Kerala
Während seiner politischen Laufbahn unterlag E.M.S. Namboodiripad nur einmal in allgemeinen Wahlen, als er 1952 gegen K. P. Kuttikrishnan Nair (Gründer der indischen Gewerkschaftsbewegung), den Kandidaten des Indischen Nationalkongresses, mit großem Rückstand im Wahlkreis Kozhikode (Calicut) verlor.

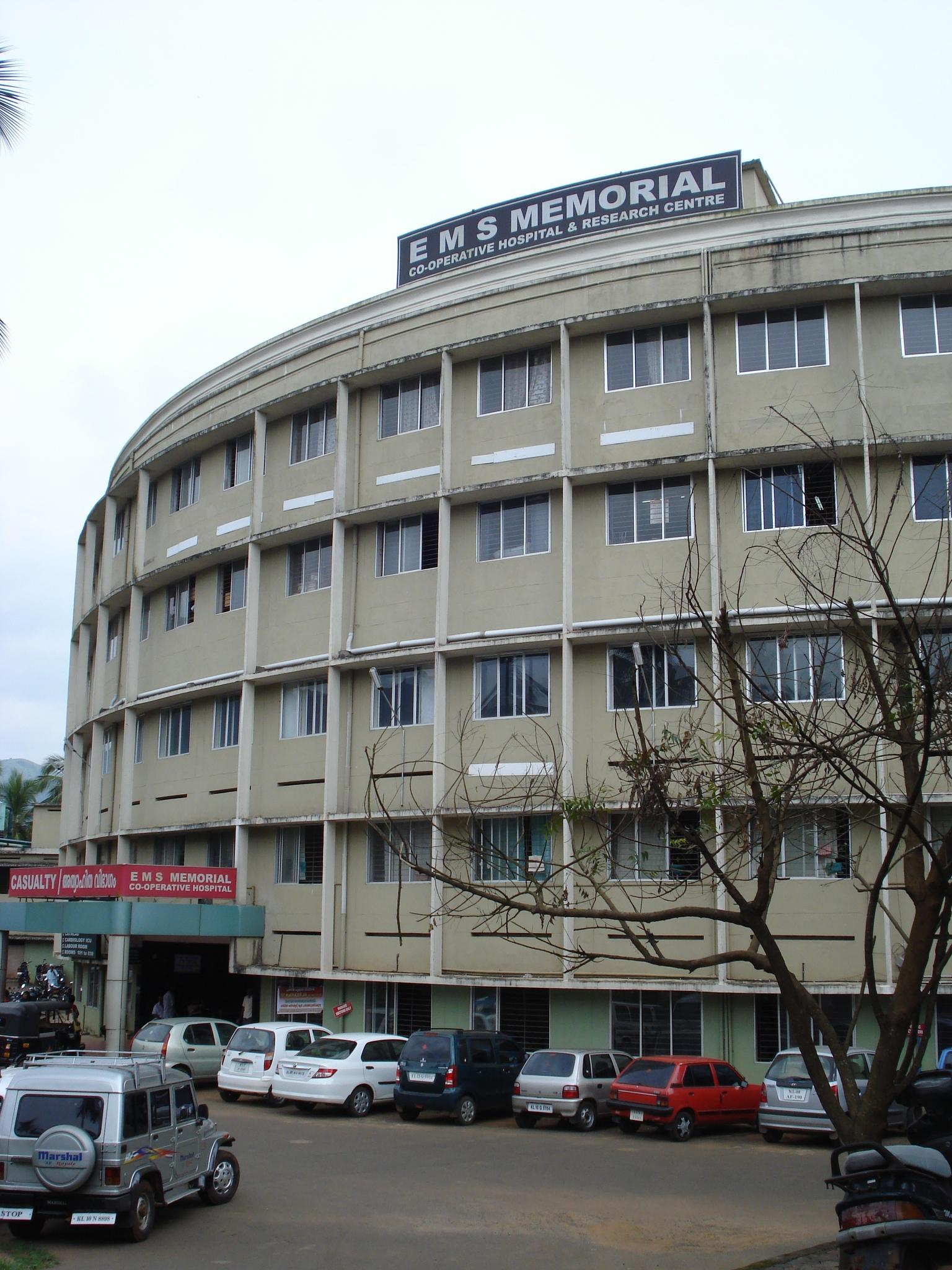
E.M.S. Memorial Co–operative Hospital in Perinthalmanna, Malappuram Distrikt

1957 führte Namboodiripad die CPI in den ersten allgemeinen Wahlen in die Regierung des Bundesstaates Kerala. Zum ersten Mal verlor die Kongresspartei damit eine Wahl im unabhängigen Indien, zugleich konnte erstmals in der Geschichte eine kommunistische Partei freie und demokratische Wahlen für sich entscheiden. Am 5. April 1957 wurde E.M.S. Namboodiripad zum Chief Minister Keralas ernannt.
Seine Regierung führte die Land Reforms Ordinance (Landreform) und den Education Bill (Erziehungserlass) ein. Am 30. Juli 1959 wurde seine Regierung von der Zentralregierung in Delhi mit Bezug auf den kontroversen Artikel 356 der Indischen Verfassung entlassen, weil die erwähnten Reformen zum Liberation Struggle respektive zu bürgerkriegsähnlichen Unruhen in Kerala geführt haben sollen.
1960 bis 1964 und nochmals 1970 bis 1971 war E. M. S. Namboodiripad der führende Kopf der Opposition in der Kerala Legislative Assembly, Keralas Parlament.
Ungeachtet dessen wurde er am 5. März 1967 nochmals zum Chief Minister von Kerala ernannt, als Führer einer linksgerichteten Sieben–Parteien–Koalition, welche auch die Muslimliga umfasste, und Kerala zweieinhalb Jahre bis 31. Oktober 1969 regierte.
Seine Visionen einer Dezentralisierung von Regierungsgewalt und Ressourcen (People's Plan) und der Kerala Literacy Movement haben die Gesellschaft Keralas nachhaltig geprägt. EMS gilt als Vater des modernen Kerala; er steht für eine eigenwillige Mischung aus Marxismus und Spiritualität, verbindet manche Idee Gandhis mit eigenem revolutionärem Empfinden.
E.M.S. Namboodiripad verfasste bis zu seinem Tod eine Vielzahl an Büchern in Englisch und Malayalam, die vom Verlag Chintha Publication, Kerala in der Reihe  E M S SANCHIKA  veröffentlicht wurden. Daneben galt EMS als anerkannter Journalist.

## Bücher von E. M. Sankaran Namboodiripad (Auswahl)
- Food in Kerala. 1944.
- The peasant in national economic construction. 1954.
- Communist party and states reorganisation. 1955.
- Twenty-eight months in Kerala. A retrospect. 1959
- Critical note on the programme draft. 1964.
- India under Congress rule. 1967.
- Kerala. Yesterday, today and tomorrow. 1968.
- The republican constitution in the struggle for socialism... 1968.
- Anti–Communist gang–up in Kerala. 1970.
- Conflicts and crisis. 1974.
- Crisis into chaos. 1981.
- The BJP – RSS. 1988.
- The Communist Party in Kerala: Six decades of struggle and advance. 1994.